# 1080 Orchis
1080 Orchis eller 1927 QB är en asteroid i huvudbältet, som upptäcktes 30 augusti 1927 av den tyske astronomen Karl Wilhelm Reinmuth i Heidelberg. Den har fått sitt namn efter det vetenskapliga namnet på växtsläktet Nycklar.
Asteroiden har en diameter på ungefär 21 kilometer.